# 黒い河
『黒い河』（くろいかわ）は、1957年の日本映画。
富島健夫の同名小説を、にんじんくらぶが企画、小林正樹が監督した作品である。公開当時は、映画倫理管理委員会より成人映画（映倫番号10330）の指定を受けた。

## 概要
退廃した戦後の都会の世相を『あなた買います』（1956年）の小林正樹が乾いたタッチで演出。若手俳優だった仲代達矢がケレン味たっぷりの悪役を堂々の貫禄で演じ切り、2年後に始まる同じ小林作品『人間の條件』シリーズの主役に抜擢された。

## あらすじ
ひと癖もふた癖もある住人が住み着く貧乏長屋「月光荘」を舞台に、ここに引っ越してきた大学生の西田と、彼が思いを寄せるウェイトレスの静子、チンピラのリーダー・人斬りジョーたちの人間模様を描く。

## キャスト
- 有馬稲子（静子）
- 渡辺文雄（西田）
- 仲代達矢（人斬りジョー）

月光荘住民
- 永井智雄（岡田）
- 淡路恵子（妻康子）
- 佐野浅夫（坂崎）
- 宮口精二（金賢順）
- 三戸部スエ（妻美秀）
- 東野英治郎（栗原）
- 高橋とよ（栗原の妻）
- 富田仲次郎（山口）
- 春日千里（妻綾子）
- 小笠原章二郎（パアの夫）
- 菅井きん（パアのかあちゃん）
- 大杉莞児（安井）
- 賀原夏子（安井の女房）

- 山田五十鈴（家主幹子）
- 桂木洋子（ジョーの情婦・幸子）
- 清水将夫（黒木）

## スタッフ
- 監督：小林正樹
- 脚色：松山善三
- 原作：富島健夫
- 企画：にんじんくらぶ
- 製作：桑田良太郎
- 撮影：厚田雄春
- 美術：平高主計
- 音楽：木下忠司
- 録音：西崎英雄
- 照明：須藤清治
- 編集：浜村義康